# Make Me Wanna Die
Make Me Wanna Die (em português: Você me faz querer morrer) é uma canção da banda norte-americana de rock alternativo The Pretty Reckless contida em seu primeiro álbum de estreia, Light Me Up, e também no primeiro Extended play (EP) da banda, The Pretty Reckless, e lançada mundialmente como primeiro single do disco em 30 de março de 2010 pela gravadora Interscope Records em formato de download digital.
A canção, escrita por Taylor Momsen, Ben Phillips e Kato Khandwala, e produzida por este último, recebeu em sua maioria críticas positivas, à exceção do portal Common sense media que descreveu a canção como "uma péssima influência para os adolescentes".

## Formatos e lista de faixas
| Download digital |                     |                                             |         |  |
| N.º              | Título              | Compositor(es)                              | Duração |  |
| 1.               | "Make Me Wanna Die" | Taylor Momsen, Kato Khandwala, Ben Phillips | 3:54    |  |

| CD single |                     |                                             |         |  |
| N.º       | Título              | Compositor(es)                              | Duração |  |
| 1.        | "Make Me Wanna Die" | Taylor Momsen, Kato Khandwala, Ben Phillips | 3:54    |  |
| 2.        | "Zombie"            |                                             | 3:07    |  |

## Créditos de elaboração
Lista-se abaixo todos os profissionais envolvidos na elaboração de "Make Me Wanna Die", de acordo com o portal Allmusic Guide.
- Composição - Ben Phillips, Kato Khandwala, Taylor Momsen
- Produção - Ben Phillips, Kato Khandwala
- Vocais - Taylor Momsen

## Recepção crítica
| Críticas profissionais | Críticas profissionais |
| Avaliações da crítica  | Avaliações da crítica  |
| Fonte                  | Avaliação              |
| ---------------------- | ---------------------- |
| BBC Music              | 4 de 5 estrelas.       |
| Common Sense Media     | 3 de 5 estrelas.       |
| Digital Spy            | 4 de 5 estrelas.       |

"Make Me Wanna Die" foi bem recebida pelos críticos musicais em geral, à exceção de alguns que criticaram o "estilo agressivo" da canção. Gerard McGarry, editor do portal Unreality Shout elogiou os vocais de Momsen e afirmou que eles fazem um "rock autêntico" e que o início da canção lembra a canção Misery Business, do Paramore. McGarry, no momento em que afirma que a música "é um ode de Taylor sobre a vontade de morrer", escreve que ela é "fantasticamente melodramática, com linhas fabulosas". Fraser McAlpine, do portal BBC Music, foi mais um que comparou o som de Momsen ao de bandas como Paramore e Hole. Atribuindo quatro estrelas à canção e copiando uma passagem de outro portal ele afirma que "às vezes você apenas tem que reconhecer que uma música é boa, independentemente de quem canta". Em outra revisão, produzida pelo mesmo portal, é afirmado que a canção é carregada de clichês em sua estrutura.

## Desempenho
| Tabelas musicais (2010)                  | Melhor posição |
| ---------------------------------------- | -------------- |
| Australian (ARIA)                        | 61             |
| European Hot 100                         | 57             |
| UK Singles (The Official Charts Company) | 16             |
| UK Rock (The Official Charts Company)    | 1              |